# Desertullia
Desertullia là một chi bướm đêm thuộc họ Noctuidae.